# Das Millionenspiel
Das Millionenspiel ist ein deutscher Fernsehfilm aus dem Jahre 1970 von Tom Toelle und wurde erstmals am 18. Oktober 1970 von der ARD ausgestrahlt. Das Drehbuch dazu verfasste Wolfgang Menge, der dafür die Kurzgeschichte The Prize of Peril des US-amerikanischen Schriftstellers Robert Sheckley adaptierte. In der Mockumentary geht es um eine Fernsehshow, in der ein Kandidat eine Woche lang vor Auftragskillern flüchten muss. Die Bevölkerung ist dabei ausdrücklich dazu aufgerufen, ihm entweder zu helfen oder ihn auffliegen zu lassen.

## Handlung
In der erfolgreichen Fernsehshow Das Millionenspiel des fiktiven Privatsenders TETV treten Anfang der 1980er Jahre Freiwillige an, die jeweils sieben Tage lang auf der Flucht sein werden, um an den Hauptpreis von einer Million Deutsche Mark zu gelangen. Der Leverkusener Bernhard Lotz, der bereits zuvor lebensgefährliche Situationen gemeistert hat, ist bereits der 15. Kandidat, der sich freiwillig, beobachtet von versteckten Kameras, von den schwer bewaffneten Killern Köhler, Witte und Hensel durch das Rheinland jagen lässt, die, wenn sie ihn töten, eine Gewinnsumme erhalten.
Lotz ist nach fast einer Woche ohne Schlaf, wenig Essen und voller Todesangst am Rande des körperlichen Zusammenbruchs. Er könnte zwar vorzeitig aussteigen, aber die Aussicht auf den Hauptgewinn von einer Million Mark und vor allem auch das Schicksal seiner Vorgänger treiben ihn voran: Als einer von ihnen aus dem Spiel ausstieg, wurde er von seinem Umfeld so sehr als Feigling verhöhnt, dass er Suizid beging.
Die ganze Republik sitzt nun gebannt vor dem Fernseher, egal ob voller Faszination oder Ekel. Lotz versucht unterzutauchen, doch er wird immer wieder von seinen Mitmenschen erkannt. Obwohl es Personen gibt, die ihn der Köhler-Bande ausliefern wollen, trifft er aber auch Leute, die ihm helfen. Über das ganze Spiel hinweg ist ihm die Köhler-Bande immer dicht auf den Fersen.
Eingestreut werden immer wieder Szenen aus dem Millionenspiel-Studio, in dem der joviale Showmaster Thilo Uhlenhorst seines Amtes waltet und dokumentarische Kurzfilme aus Lotz’ Leben einspielt. Die Verbindung zur aktuellen Handlung bieten Außenreporter, die ständig von den neuesten Entwicklungen berichten. Unterbrochen werden die Einspielungen zudem durch stark sexualisierte Werbespots des fiktiven Stabilelite-Konzerns.
Hinter den Kulissen manipulieren die Millionenspiel-Macher geschickt ihr eigenes Spiel, indem sie Lotz an strategisch günstigen Stellen helfen oder schaden.
Den Schluss des Films bildet das große Finale, in dem Lotz durch die Todesspirale – eine 28,40 Meter lange Röhre mit drei Einschussmöglichkeiten für die Köhler-Bande – gehen muss. Lotz, der am Rande des Zusammenbruchs steht und kurz vor dem Finale von Ärzten versorgt werden muss, wird leicht angeschossen, erreicht jedoch das Ziel und erhält aus den Händen Moulians einen Umschlag mit einem Scheck über die Million. Er befindet sich jedoch nach Aussage eines herbeigeholten Arztes in einem schweren Schockzustand und wird auf einer Trage aus dem Studio gebracht. Moderator Uhlenhorst erklärt die 15. Ausgabe des Spiels für beendet und kündigt die nächste Folge in drei Wochen an.

## Hintergrund
Der Film nahm inhaltlich viele in Deutschland erst später erfolgte Medien-Entwicklungen vorweg, z. B. Privatfernsehen, Quotenjagd, Reality-TV, Werbeunterbrechung und stellt grundsätzlich den Werteverfall aufgrund von Sensationslust in Frage. Ihren Höhepunkt findet diese Entwicklung vor allem in der „Berichterstattung“ des Thilo Uhlenhorst (dargestellt von dem populären ZDF-Showmaster Dieter Thomas Heck) und seines Außenreporterteams (ebenfalls dargestellt von bekannten Fernseh- und Sportreportern), in der die Menschenjagd wie eine Sportveranstaltung kommentiert wird.
Menges auf Authentizität getrimmte Show mit gestellten Außenaufnahmen und geschickt eingestreuten „Dokus“ sah so echt aus, dass manche Fernsehzuschauer bei der Erstausstrahlung am 18. Oktober 1970 in der ARD dachten, sie sähen eine reale Menschenjagd, obwohl die von der WDR-Fernsehansagerin Hannelore Vorberg verkörperte Ansagerin vor der Sendung sagte, die Spielregeln „stehen im Einklang mit dem Gesetz zur aktiven Freizeitgestaltung vom 7. Januar 1973, veröffentlicht im Teil 2 Bundesgesetzblatt, Seite 964“. Obwohl Empörung überwog, riefen manche Leute die fiktive Telefonnummer des Senders an und wollten sich als Kandidat in der Rolle des Gejagten oder auch als Jäger anmelden.

## Produktion

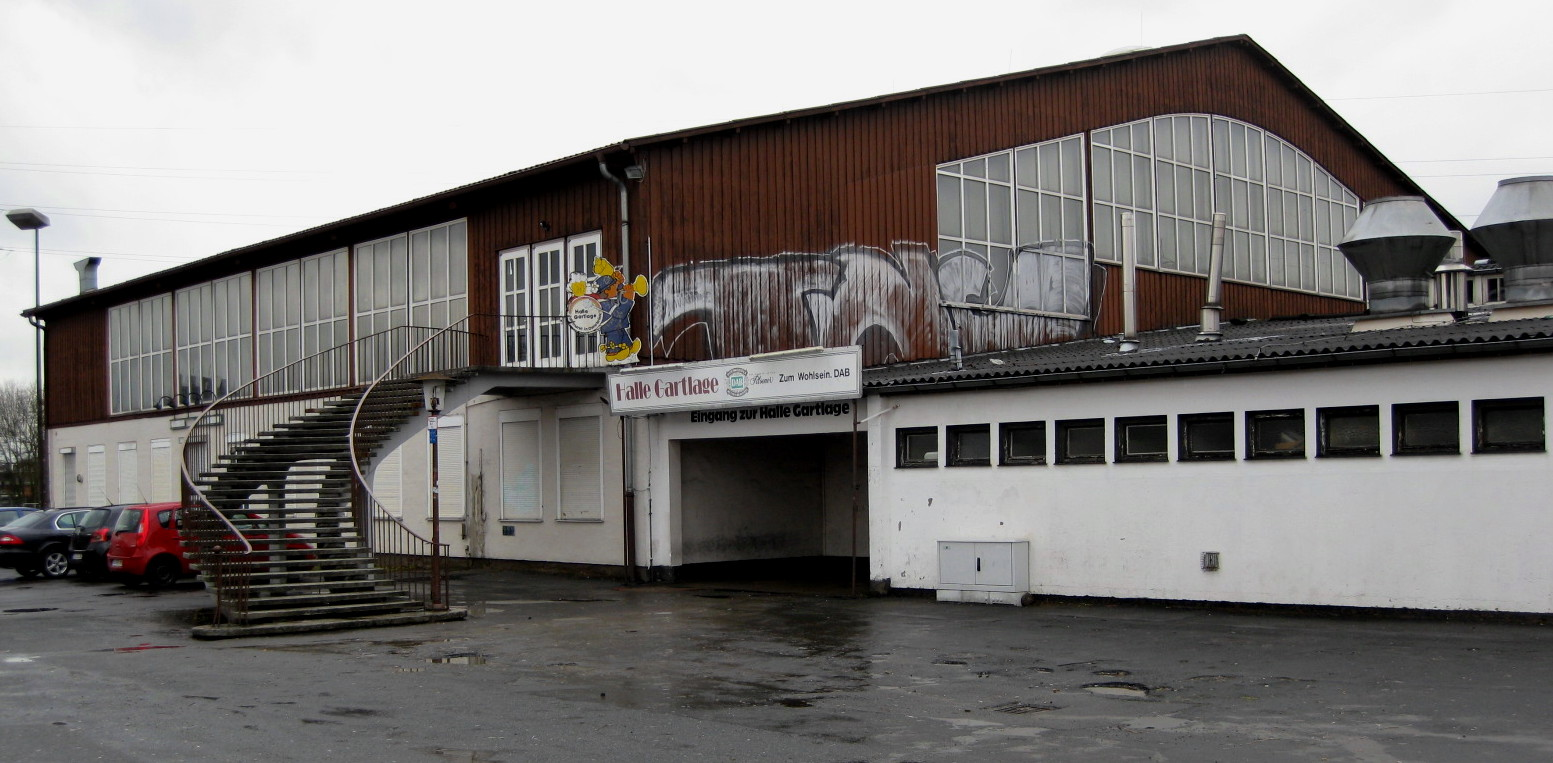
Halle Gartlage im Stadtteil Gartlage von Osnabrück

- Das Fernsehstudio, in dem die Menschenjagd ein Ende fand, war die Halle Gartlage in Osnabrück, bis heute eine Halle, die gleichermaßen für Konzerte wie für Viehauktionen genutzt wird.
- Dieter Hallervorden, der den Anführer der Köhler-Bande spielt, stand damals noch am Beginn seiner Schauspielkarriere und wurde Mitte der 1970er Jahre durch die Slapstick-Reihe Nonstop Nonsens als Komiker bekannt.
- Die Titelmelodie, die auch während des Filmes mehrfach, tänzerisch unterlegt, im Fernsehstudio gespielt wird, stammt von der Kölner Band Can.[3]
- Als Gesangstrio tritt die niederländische Gruppe Hearts of Soul auf, jedoch nicht mit einem eigenen Titel, sondern lippensynchron zu Out in the Streets von den Shangri-Las.

## Kritiken
„,Das Millionenspiel‘ [zeichnet] hellsichtig die TV-Entwicklung hin zu quotenorientiertem Privatfernsehen und voyeuristischem Reality-TV vor […] längst zum Klassiker erklärt.“

„Das ,Millionenspiel’, bei dem Tom Toelle Regie führte, wirkt dennoch auch aus heutiger Sicht bestechend stimmig, da nahezu sämtliche anderen Hemmschwellen, die Menge in seinem Film einreißen lässt, inzwischen tatsächlich gefallen sind. […] Die ‚Big Brother‘-Ideologie, zu nichts besonders befähigte Menschen zu Stars zu machen, wird hier nicht nur auf den simpel gestrickten Lotz angewandt, sondern auch auf dessen kurzzeitige Helfer oder Gegner. Innerhalb des grausamen Rahmens findet sich ein wohlvertrautes Fernsehbild. Der joviale Moderator freut sich aufrichtig über die ,Helden der Stunde‘, die dem Kandidaten ,ganz einfach zu Hilfe eilen‘, und distanziert sich heuchlerisch von jenen, die den Gangstern in die Hände spielen – ganz so wie heute der Nachmittags-Talkmaster seine Gäste erzieherisch rüffelt, nachdem sie – wie von der Regie gewünscht – ausfällig geworden sind.“

„Die perfide Spielshow ist tatsächlich eine Fiktion, ein prophetischer Spielfilm, der 40 Jahre Fernsehgeschichte vorweg nimmt. Visionäre TV-Satire.“

„Die ebenso rasante wie gallige Mediensatire löste nicht nur Proteste aus, sondern irritierte durch ihre semifiktionale Machart die Zuschauer derart, dass sich viele für eine der nächsten Shows als Kandidaten zur Verfügung stellen wollten. Der seinerzeit überaus visionäre Film nahm die Zukunft des (Privat-)Fernsehens vorweg und hat, von der Gegenwart zwar längst eingeholt, nichts von seiner Brisanz verloren.“

## Rechtliches, DVD-Veröffentlichung
Da den Produzenten bei der Sicherung der Filmrechte ein Fehler unterlaufen war, gab es bald einen Rechtsstreit. Der WDR hatte vom Goldmann-Verlag, in dessen Buch Das geteilte Ich die Kurzgeschichte Der Tod spielt mit von Robert Sheckley auf Deutsch erschienen war, zwar die Rechte zur Verfilmung erworben, doch besaß Goldmann die Rechte zur Verfilmung selbst nicht.
Der Filmproduzent Joseph Cates hatte als Rechteinhaber weitere Ausstrahlungen untersagt und fand am 3. Mai 1977 vor dem Oberlandesgericht Frankfurt Bestätigung. Nach zwei Ausstrahlungen verschwand der Film für dreißig Jahre aus dem Fernsehen.
Erst am 8. Juli 2002 kam es zu einer dritten Ausstrahlung im WDR Fernsehen, nachdem der Sender im Mai 2002 vom derzeitigen Rechteinhaber Studio Canal Image die Ausstrahlrechte für seinen Film für Das Erste, die dritten Programme und Arte für wenige tausend Euro pro Ausstrahlung erworben hatte.
Danach wurde der Film auch 2003 von ARTE und 2004 im Ersten gezeigt. Weitere Ausstrahlungen gab es am 6. April 2006 im WDR nach dem Tod des Regisseurs Tom Toelle, am 24. November 2007 im Bayerischen Fernsehen und am 11. April 2009 im WDR. Zum 40-jährigen Jubiläum der ARD erfolgte am 17. April 2010 eine weitere Wiederholung. Anlässlich des Todes von Wolfgang Menge wurde der Film – auf den Tag genau 42 Jahre nach seiner Erstausstrahlung – am 18. Oktober 2012 im WDR gesendet. Zum 50. Jahrestag der Erstausstrahlung wurde der Film am 18. Oktober 2020 auf Tagesschau24 erneut gezeigt. Zum 100. Geburtstag von Wolfgang Menge zeigte das WDR Fernsehen am 8. April 2024 die neu abgetastete Fassung des Films in nativem HD. Zeitgleich wurde der Film in der ARD Mediathek in einer nativen UHD-HDR-Version veröffentlicht.
Die rechtlichen Streitfragen sind offenbar geklärt, denn Anfang April 2009 ist Das Millionenspiel, gemeinsam mit Wolfgang Menges Fernsehspiel Smog, auf drei DVDs erschienen. Ebenfalls enthalten sind Interviews und Dokumentationen mit und über Wolfgang Menge sowie ein Audiokommentar des Hauptdarstellers Jörg Pleva.

## Menschenjagd im Film
- In dem Abenteuerfilm Graf Zaroff – Genie des Bösen von 1932 macht ein russischer Aristokrat auf einer einsamen Insel Jagd auf ahnungslose Schiffbrüchige. 1994 erschien das vage Remake Surviving the Game – Tötet ihn!.
- Der Science-Fiction-Film Das zehnte Opfer  von 1965, der auch von einer Spielshow mit menschlichen Jägern und Opfern erzählt, beruht ebenfalls auf einer Kurzgeschichte Robert Sheckleys, auf der Erzählung The Seventh Victim.
- Das Thema Menschenjagd behandelt zudem die Literaturverfilmung Open Season – Jagdzeit  von 1974.
- In dem Mockumentary-Thriller Strafpark von Regisseur Peter Watkins von 1971 werden Strafgefangene dazu verurteilt, in einer verlassenen Wüste innerhalb von drei Tagen eine Wegstrecke von 80 Kilometern zu Fuß zurückzulegen, um eine in der Einöde aufgestellte amerikanische Flagge zu erreichen und somit ihre Freiheit zu erlangen. Während des Fußmarschs werden die Verurteilten von bewaffneten Polizisten und Soldaten gejagt.
- 1982 wurde die gleiche Geschichte in Frankreich unter dem Titel Le prix du danger (deutsch: Kopfjagd – Preis der Gefahr) erneut verfilmt.
- Ebenfalls 1982 erschien in den USA der Roman Menschenjagd von Stephen King unter dem Pseudonym Richard Bachman, der eine gleichartige Geschichte erzählt. Auf diesem Roman basiert der Film Running Man mit Arnold Schwarzenegger von 1987, der sich jedoch wesentlich vom Roman unterscheidet. Insbesondere der sozialkritische Bezug der Romanvorlage ist in der Verfilmung von 1987 kaum noch enthalten. Allerdings wirkt das Design des fiktiven Fernsehstudios in Running Man wie eine Hommage an Das Millionenspiel: Die Farbgebung aus Grau und Spektralfarben wurde übernommen, wieder tritt ein Ballett als Pausenfüller auf. Das Millionenspiel endet mit dem Kandidaten in einer Glasröhre, Running Man beginnt damit.
- Mit dem Thema Menschenjagd befasst sich auch der Actionfilm Harte Ziele von Regisseur John Woo mit Jean-Claude Van Damme in der Hauptrolle, erschienen 1993.
- Der US-Film Series 7 – Bist du bereit? aus dem Jahr 2001 präsentiert im Stil einer Mockumentary eine Reality-TV-Show, bei der sich die Kandidaten gegenseitig umbringen sollen.
- Menschenjagd ist ein zentrales Handlungselement in dem Horror-Thriller Hydra – The Lost Island von 2009.
- Die US-Filmreihe Die Tribute von Panem (2012–2015), auch unter „Die Hungerspiele“ bekannt, hat ebenso ein Spiel um Leben und Tod mit zugeschalteten Zuschauern zum Thema.
- In dem Thriller The Purge – Die Säuberung von 2013, dem mehrere Fortsetzungen folgten, führt der amerikanische Staat einen jährlichen Säuberungstag ein, an dem eine Nacht lang alle erdenklichen Untaten straffrei bleiben, auch Mord. Deshalb begeben sich etliche Menschen schwer bewaffnet auf die Straße, um andere Menschen zu jagen.
- 2017 erschien der deutsche Spielfilm Immigration Game  von Regisseur Krystof Zlatnik, in dem Bürger durch die Hauptstadt Berlin rennende vogelfreie Asylanten wie Freiwild jagen dürfen.
- Die südkoreanische Serie Squid Game von 2021, in der verschuldete Kandidaten gegeneinander um ihr Leben und ein hohes Preisgeld spielen müssen, war nicht nur wegen der Brutalität der Darstellungen umstritten, sondern darüber hinaus sozialkritisch angelegt.[11]
- The Hunt, Regie: Craig Zobel, 2020

## Auszeichnungen und Würdigungen
- Prix Italia 1971 für den besten Fernsehfilm an Wolfgang Menge und Tom Toelle
- Bambi für die beste Regie an Tom Toelle
- Goldene Kamera an Günter Rohrbach
- Am 12. Oktober 2017 brachte die Deutsche Post in der Serie Deutsche Fernsehlegenden eine Sonderbriefmarke Das Millionenspiel zu 0,70 Euro heraus.[12]
- 2015 Inzinierte Kay Voges den Film im Schauspielhaus Dortmund unter den Namen „Die Show“. Die Zuschauenden dieses Theaterstücks nehmen die Position der jubelnden Leute des Fernsehstudios im Film ein und Frank Genser übernimmt die Rolle des Moderators.[13]